# Thái thượng hoàng hậu
Thái thượng hoàng hậu (chữ Hán: 太上皇后) là chức danh để gọi vị Hoàng hậu của Thái thượng hoàng. Ý nghĩa của danh vị này, theo lý thuyết là "vị Hoàng hậu bề trên" trong triều đình phong kiến.

## Phân biệt với Hoàng thái hậu
Theo lẽ thông thường, khi Hoàng đế qua đời, vị quân vương mới, người có quan hệ dòng dõi với vị quân vương tiền nhiệm, sau khi lên ngôi sẽ tôn vị Hoàng hậu của Hoàng đế tiền nhiệm là Hoàng thái hậu. Nếu vị Hoàng hậu có vị trí là chị dâu, Hoàng đế kế nhiệm sẽ tôn thêm phong hiệu để phân biệt, như trường hợp Khai Bảo hoàng hậu.
Theo lý thuyết, khi Hoàng đế chưa mất mà chỉ thiện nhượng cho người khác rồi về làm Thái thượng hoàng, thì Hoàng hậu được gọi là [Thái thượng hoàng hậu]. Khi Thái thượng hoàng mất, thì Thái thượng hoàng hậu mới thành Hoàng thái hậu.

## Lịch sử

### Trung Quốc
Danh vị này có từ thời kỳ rất sớm, tận thời Tây Hán. Theo Hán thư ghi lại, Lưu Thái Công khi là Thái thượng hoàng, có một chính phối không rõ họ, đấy là vị Thái thượng hoàng hậu đầu tiên được ghi nhận trong lịch sử. Trong lịch sử Trung Quốc, chỉ ghi nhận chính thức có 8 vị Thái thượng hoàng hậu:

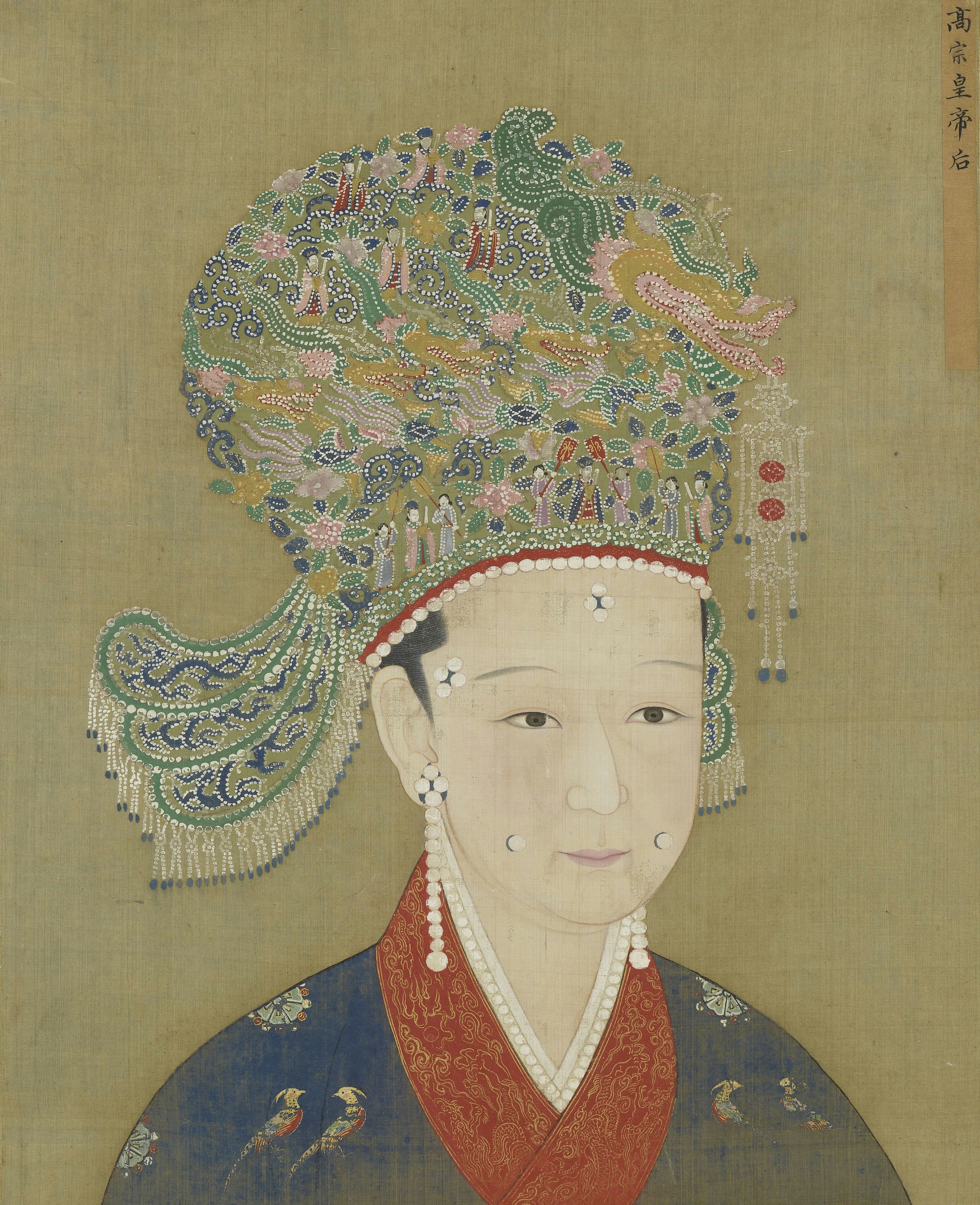
Hiến Thánh Từ Liệt Hoàng hậu - vị Thái thượng hoàng hậu thời Nam Tống, kế hậu của Tống Cao Tông.

1. Mỗ thị: kế thê của Lưu Thái Công nhà Tây Hán. Hán Cao Tổ Lưu Bang tôn cha làm Thái thượng hoàng, Mỗ thị làm Thái thượng hoàng hậu.
2. Hồ thị: Hoàng hậu của Bắc Tề Vũ Thành Đế. Khi Vũ Thành Đế nhường ngôi cho Hậu chủ Cao Vĩ, bà trở thành Thái thượng hoàng hậu.
3. Mục Hoàng Hoa: Hoàng hậu của Bắc Tề Hậu Chủ Cao Vĩ. Khi Cao Vĩ thiện vị, bà trở thành Thái thượng hoàng hậu.
4. Trang Hiến Vương Hoàng hậu: Hoàng hậu của Đường Thuận Tông. Trong thời gian Thuận Tông được tôn là Thái thượng hoàng, bà trở thành Thái thượng hoàng hậu.
5. Tuyên Mục Hà Hoàng hậu: Hoàng hậu của Đường Chiêu Tông. Trong thời gian Chiêu Tông được tôn là Thái thượng hoàng, bà trở thành Thái thượng hoàng hậu.
6. Hiến Túc Trịnh Hoàng hậu: Hoàng hậu của Tống Huy Tông. Trong thời gian Huy Tông được tôn là Thái thượng hoàng, bà trở thành Thái thượng hoàng hậu.
7. Hiến Thánh Từ Liệt Hoàng hậu: Hoàng hậu của Tống Cao Tông. Trong thời gian Cao Tông được tôn là Thái thượng hoàng, bà trở thành Thái thượng hoàng hậu.
8. Lý Phượng Nương: Hoàng hậu của Tống Quang Tông. Trong thời gian Quang Tông được tôn là Thái thượng hoàng, bà trở thành Thái thượng hoàng hậu.

Tuy nhiên, quy tắc tôn phong [Thái thượng hoàng hậu] không phải lúc nào cũng tuyệt đối. Như Thành Túc Hoàng hậu Tạ thị, Hoàng hậu thứ hai của Tống Hiếu Tông, khi Hiếu Tông thiện vị cho Tống Quang Tông, bà được tôn hiệu [Thọ Thành Hoàng hậu; 壽成皇后], mà không phải Thái thượng hoàng hậu. Sau đó là Hiếu Trang Duệ Hoàng hậu Tiền thị của Minh Anh Tông, trong thời gian Anh Tông làm Thái thượng hoàng, không hề ghi chép Tiền hậu được tôn địa vị [Thái thượng hoàng hậu].

### Việt Nam
Tại Việt Nam, quốc gia theo mô hình phong kiến của Trung Hoa, danh vị Thái thượng hoàng hậu có được đề cập. Tuy nhiên không có sự thống nhất, vì phần lớn các Thái thượng hoàng đế sau khi thiện nhượng, các vị Hoàng hậu vẫn trở thành Hoàng thái hậu.
Thái thượng hoàng đầu tiên của Việt Nam là Sùng Hiền hầu, do có con là Lý Dương Hoán được Lý Nhân Tông chỉ định làm người kế vị, tức Lý Thần Tông. Tuy nhiên, mẹ của Lý Thần Tông là Đỗ phu nhân được ghi là tôn làm Hoàng thái hậu, ở Động Nhân cung. Khi Lý Huệ Tông nhường ngôi cho Lý Chiêu Hoàng về làm Thái thượng hoàng, thì vợ ông là Thuận Trinh hoàng hậu đáng lý sẽ trở thành Thái thượng hoàng hậu của triều Lý. Tuy nhiên, không có ghi chép chứng minh việc này.
Các Hoàng đế nhà Trần nhường ngôi về làm Thái thượng hoàng, thì các Hoàng hậu theo lý cũng sẽ đều thành Thái thượng hoàng hậu. Tuy nhiên việc này lại có mâu thuẫn ngay trong ghi chép nhà Trần, ví dụ như:
- Quý Tỵ, Trùng Hưng năm thứ 9 (1293), Trần Nhân Tông Trần Khâm nhường ngôi cho Hoàng thái tử Thuyên, tức Trần Anh Tông. Hoàng đế tự xưng là Anh Hoàng, tôn Thượng hoàng làm Hiến Nghiêu Quang Thánh Thái Thượng Hoàng Đế, tôn Bảo Thánh hoàng hậu làm Khâm Từ Bảo Thánh hoàng thái hậu.
- Giáp Dần, Hưng Long năm thứ 22 (1314), Trần Anh Tông nhường ngôi cho Hoàng thái tử Mạnh, tức Trần Minh Tông. Hoàng đế tự xưng là Ninh Hoàng, tôn Thượng hoàng là Quang Nghiêu Duệ Vũ Thái Thượng Hoàng Đế; tôn Thuận Thánh hoàng hậu là Thuận Thánh Bảo Từ Thái thượng hoàng hậu.
- Kỷ Tị, Khai Thái năm thứ 6 (1329), Trần Minh Tông nhường ngôi cho Hoàng thái tử Vượng, tức Trần Hiến Tông. Hoàng đế tự xưng là Triết Hoàng, tôn Thượng hoàng là Chương Nghiêu Văn Triết Thái Thượng Hoàng đế; tôn Lệ Thánh Hoàng hậu làm Hiến Từ Thái thượng Hoàng hậu.

Vào thời Lê trung hưng, Lê Thần Tông nhượng vị cho Lê Chân Tông, ĐVSKTT ghi chép thể lệ tôn vị như sau:
- Quý Mùi, Dương Hoà năm thứ 9 (1643), mùa đông, tháng 10, ngày 13 là ngày Quý Dậu, Hoàng đế sai Quỳnh công Trịnh Đệ mang tờ cáo nhường ngôi cho Hoàng thái tử Duy Hựu. Thái tử lên ngôi ở Cần Chính điện, lúc ấy mới 13 tuổi. Đại xá, đổi niên hiệu là Phúc Thái, tôn Đế lên làm Thái thượng hoàng, tôn Hoàng hậu Trịnh thị làm Hoàng thái hậu, ở Đức Thọ cung. Gia tôn Hoàng thái hậu Trịnh thị làm Thái hoàng thái hậu.

Theo Quốc sử quán triều Nguyễn, khi Thành Thái bị buộc thoái vị, người Pháp đã từng tham khảo thông lệ thoái vị. Khi ấy, triều đình chỉ ra theo lệ xưa, Hoàng đế thoái vị gọi là Thái thượng hoàng, còn Hoàng đích mẫu gọi là Hoàng thái hậu, Hoàng sinh mẫu gọi Hoàng thái phi. Cuối cùng, Thành Thái được tôn gọi là [Hoàng Phụ Hoàng đế; 皇父皇帝], Hoàng quý phi Nguyễn Thị Vân Anh được tôn gọi là [Hoàng đích mẫu; 皇嫡母], mẹ đẻ Vua Duy Tân là Nguyễn Thị Định được tôn gọi là [Hoàng sinh mẫu; 皇生母].

### Nhật Bản
Cũng theo văn hóa Đông Á như Việt Nam, nhưng lịch sử Nhật Bản chưa từng xuất hiện danh vị Thái thượng hoàng hậu. Trong lịch sử, các Thiên hoàng sau khi trở thành Thái thượng Thiên hoàng, thì Hoàng hậu (hay Trung cung) đều trở thành Hoàng thái hậu, Hoàng thái phi, Hoàng thái phu nhân, nhưng đại đa phần cũng là xuất gia để lấy hiệu Nữ viện.
Năm 2019, ngày 30 tháng 4, Thiên hoàng Akihito chính thức thoái vị, trở thành Thái thượng Thiên hoàng sau hơn 200 năm chưa từng xuất hiện trong lịch sử Nhật Bản. Hoàng hậu Michiko được định tôn xưng danh vị 「Thượng hoàng hậu; 上皇后」, tương đương với Thái thượng hoàng hậu.